# Dolichurus albifacies
Dolichurus albifacies (лат.) — вид ос рода Dolichurus из семейства Ampulicidae.

## Распространение
Южная Азия: Индия, Шри-Ланка

## Описание
Мелкие осы (около 5 мм), в основном чёрного цвета; мандибулы, щупики, тегулы, шпоры средних и задних ног и вершина клипеуса с беловатыми пятнами; ноги буровато-чёрные с красными отметинами. На лбу имеется выступ, к которому прикрепляются усики. Переднеспинка широкая; нотаули развиты. Брюшко в основании широкое, в передних крыльях по 3 радиомедиальные ячейки.
Предположительно, как и другие виды своего рода, охотятся на тараканов, которых жалят, парализуют и откладывают на них свои яйца.